# بيتر كيلر (لاعب كرة مضرب)
بيتر كيلر (بالإنجليزية: Peter Keller)‏ هو لاعب كرة مضرب أسترالي، ولد في 19 أكتوبر 1944.

## وصلات خارجية
- بيتر كيلر على موقع رابطة محترفي التنس (الإنجليزية)
- بيتر كيلر على موقع الاتحاد الدولي لكرة المضرب (الإنجليزية)
- بيتر كيلر على موقع خلاصة التنس.كوم (الإنجليزية)